# Pashtshenkoa lanzarotae
Pashtshenkoa lanzarotae là một loài ruồi trong họ Asilidae. Pashtshenkoa lanzarotae được Weinberg & Baez miêu tả năm 1989. Loài này phân bố ở vùng Cổ Bắc giới.